# Vol plané
Cet article concerne le vol des animaux. Pour le vol des aérodynes, voir Vol plané (aéronautique).

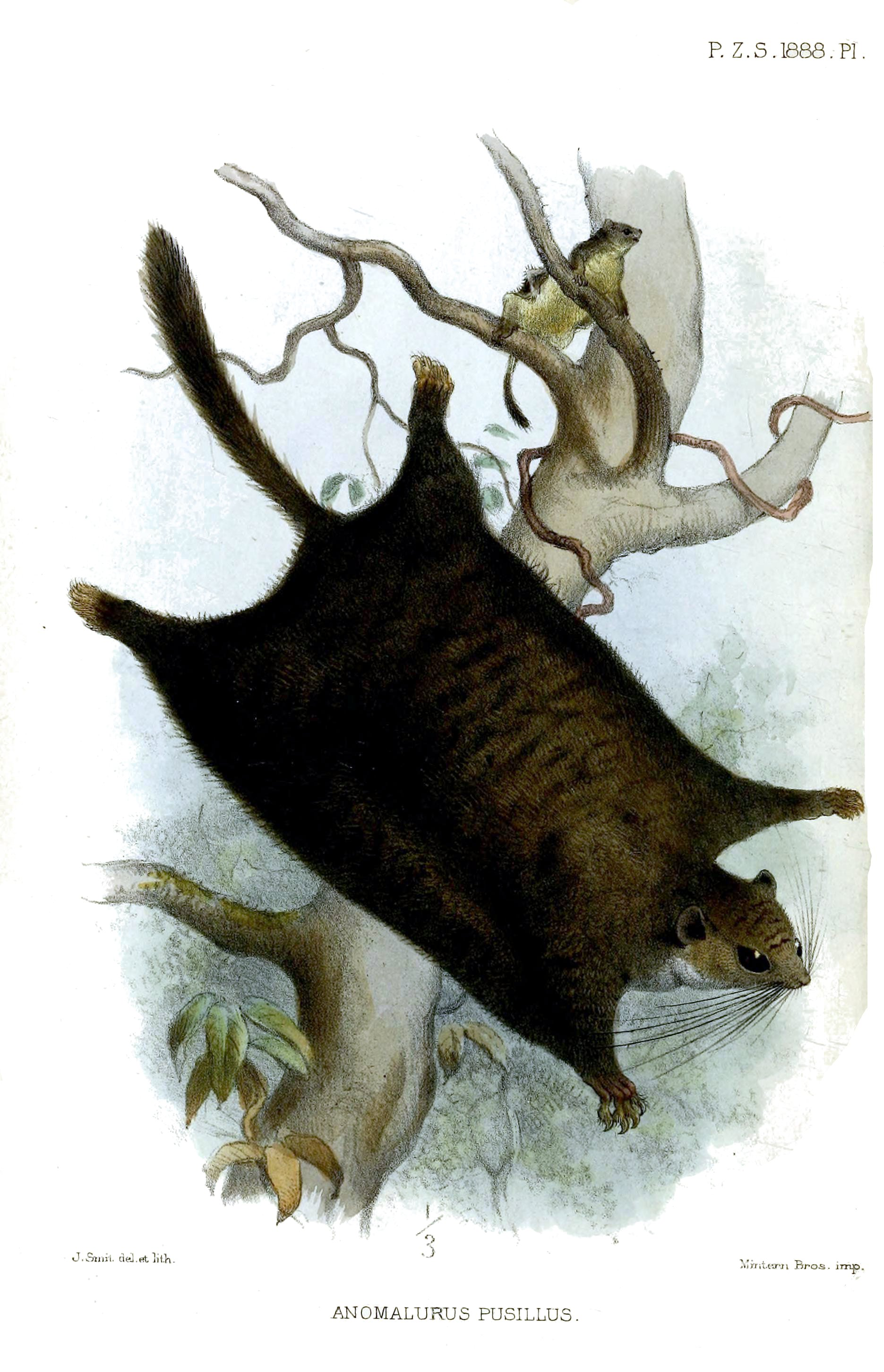
Écureuil volant pratiquant le vol plané

Le vol plané est, pour un animal, l'action de s'élancer des airs pour retomber sur un point en contrebas tout en parcourant une certaine distance. On parle de vol passif lorsque l'animal est incapable d'accomplir un vol battu. Contrairement à ce dernier, le vol plané ne nécessite pas une musculation complexe visant à battre des ailes, car les turbulences ralentissent la descente de l'animal, lui permettant de se déplacer. Cependant, cela n'a d'effet que si sa masse est relativement faible par rapport à la surface qui, dans son corps, lui sert de voilure. Une masse trop élevée associée à une voilure à la surface insuffisante s'écraserait au sol directement.

## Animaux pratiquant le vol plané
Les oiseaux sont les exemples les plus connus d'animaux pratiquant le vol plané (même si la majorité d'entre eux pratique le vol battu, il en reste toujours une minorité). Cependant, ils ne sont pas les seuls. Plusieurs reptiles et amphibiens actuels disposent également de cette capacité :
- Les cinq espèces de grenouilles volantes ;
- Le gecko volant de Kuhl (Ptychozoon kuhli) ;
- Les lézards du genre Draco, comme Draco cornutus ou Draco volans ;
- Les serpents du genre Chrysopelea.

Enfin, parmi les mammifères, on peut également citer les écureuils volants, les vrais écureuils volants, les dermoptères, ainsi que le phalanger volant (Marsupial d'Australie) qui possèdent tous une membrane de peau (le patagium) entre les pattes. La disposition et l'étendue du patagium sont spécifiquement différentes entre ces 4 groupes de mammifères pratiquant le vol plané. Le patagium le plus développé est celui des dermoptères, s'étendant non seulement aux 4 pattes mais aussi aux doigts et orteils et incluant également le cou et la queue.
Petaurista leucogenys, l'écureuil volant géant du Japon, peut effectuer des vols planés sur plus de 150 m

## Apparition et évolution du vol plané
Contrairement à ce qu'on pourrait penser, le vol plané est apparu bien après le vol battu. En effet, ce dernier est apparu avec les premiers insectes, il y a plus de 300 Ma alors que le vol plané est apparu bien plus tard, chez des dinosaures, comme Microraptor, qui vivaient à l'époque du Crétacé.

## Variantes
Le principal risque du vol plané est de s'écraser au sol, c'est pourquoi il doit toujours être accompagné de vol battu. Pour pallier cette contrainte, les oiseaux effectuant ce type de vol sont contraints d'inventer de nouvelles techniques comme:
- Le vol à voile est une variante du vol plané mettant à profit les vents ascendants. Différents oiseaux comme le condor emploient ce type de vol.
- Certains oiseaux comme le merle ou le pivert effectuent un vol tendu avec battement d'ailes continus, les garantissant donc de ne pas s'écraser au sol.
- Le pinson n'emploie pas un vol plané permanent, mais plutôt un vol en vagues comportant uniquement des phases de vol plané[2].
- Les oiseaux migrateurs économisent leurs forces en effectuant un vol en formation triangulaire : l'oiseau suiveur récupère la composante ascendante de l'oiseau précédent, en alternant les battements d'ailes par rapport à lui (Il faut ici également tenir compte, en plus de l'aérodynamique, de certains aspects physiologiques tels que la température du corps, la perte de poids, l'orientation etc.).